# شهدخوار برازنده
شهدخوار برازنده (نام علمی: Aethopyga duyvenbodei) نام یک گونه از تیره شهدخواران است. ایم گونه معمولاً بیش از ۱۲ سانتی‌متر رشد می‌کند. این گونه بوم‌زاد اندونزی می‌باشد که در جزایر سولاوسی یافت می‌شود. این پرنده جوز گونه‌های در معرض خطر طبقه‌بندی گردیده است.